# Zapasy na Igrzyskach Panamerykańskich 2015
Zapasy na Igrzyskach Panamerykańskich 2015, odbywały się w dniach 15 – 18 lipca w Hershey Centre w Mississauga. W tabeli medalowej tryumfowali zapaśnicy z USA.

## Tabela medalowa
Gospodarz igrzysk został zaznaczony kolorem.
| Poz. | Państwo           |    |    |    | Łącznie |
| ---- | ----------------- | -- | -- | -- | ------- |
| 1    | Stany Zjednoczone | 8  | 3  | 4  | 15      |
| 2    | Kuba              | 4  | 3  | 6  | 13      |
| 3    | Kanada            | 3  | 3  | 2  | 8       |
| 4    | Wenezuela         | 1  | 2  | 5  | 8       |
| 5    | Ekwador           | 1  | 1  | 1  | 3       |
| 6    | Brazylia          | 1  | 0  | 2  | 3       |
| 7    | Meksyk            | 0  | 2  | 3  | 5       |
| 8    | Peru              | 0  | 1  | 2  | 3       |
| 9    | Chile             | 0  | 1  | 1  | 2       |
| 10   | Honduras          | 0  | 1  | 0  | 1       |
| –    | Panama            | 0  | 1  | 0  | 1       |
| 12   | Kolumbia          | 0  | 0  | 5  | 5       |
| 13   | Portoryko         | 0  | 0  | 3  | 3       |
| 14   | Dominikana        | 0  | 0  | 1  | 1       |
|      | Łącznie           | 18 | 18 | 35 | 71      |

## Wyniki

### Styl klasyczny
| Kat. wagowa |                      |                |                    |
| ----------- | -------------------- | -------------- | ------------------ |
| 59 kg       | Andrés Montaño       | Alí Soto       | Cristóbal Torres   |
| 59 kg       | Andrés Montaño       | Alí Soto       | Spenser Mango      |
| 66 kg       | Wuileixis Rivas      | Bryce Saddoris | Miguel Martínez    |
| 66 kg       | Wuileixis Rivas      | Bryce Saddoris | Mario Molina       |
| 75 kg       | Andrew Bisek         | Alvis Almendra | Carlos Muñoz       |
| 75 kg       | Andrew Bisek         | Alvis Almendra | Juan Ángel Escobar |
| 85 kg       | Jonathan Andreson    | Querys Pérez   | Cristian Mosquera  |
| 85 kg       | Jonathan Andreson    | Querys Pérez   | Alan Vera          |
| 98 kg       | Yasmany Lugo Cabrera | Kevin Mejía    | Luillys Pérez      |
| 98 kg       | Yasmany Lugo Cabrera | Kevin Mejía    | Davi Albino        |
| 130 kg      | Mijaín López         | Andrés Ayub    | Josué Encarnación  |
| 130 kg      | Mijaín López         | Andrés Ayub    | Robert Smith       |

### Styl wolny
| Kat. wagowa |                  |                         |                  |
| ----------- | ---------------- | ----------------------- | ---------------- |
| 57 kg       | Yowlys Bonne     | Angel Escobedo          | Emir Hernández   |
| 57 kg       | Yowlys Bonne     | Angel Escobedo          | Pedro Mejías     |
| 65 kg       | Brent Metcalf    | Franklin Marén Castillo | Franklin Gómez   |
| 65 kg       | Brent Metcalf    | Franklin Marén Castillo | Haislan Veranes  |
| 74 kg       | Jordan Burroughs | Yoan Blanco             | Cristián Sarco   |
| 74 kg       | Jordan Burroughs | Yoan Blanco             | Liván López      |
| 86 kg       | Reineris Salas   | Jake Herbert            | Tamerlan Tagziev |
| 86 kg       | Reineris Salas   | Jake Herbert            | Jaime Espinal    |
| 97 kg       | Kyle Snyder      | Arjun Gill              | José Díaz        |
| 97 kg       | Kyle Snyder      | Arjun Gill              | Jesse Ruíz       |
| 125 kg      | Zachery Rey      | Korey Jarvis            | Edgardo López    |
| 125 kg      | Zachery Rey      | Korey Jarvis            | Andrés Ramos     |

### Styl wolny kobiet
| Kat. wagowa |                    |                    |                         |
| ----------- | ------------------ | ------------------ | ----------------------- |
| 48 kg       | Genevieve Morrison | Thalía Mallqui     | Alyssa Lampe            |
| 48 kg       | Genevieve Morrison | Thalía Mallqui     | Carolina Castillo       |
| 53 kg       | Whitney Conder     | Alma Valencia      | Yamilka Del Valle       |
| 53 kg       | Whitney Conder     | Alma Valencia      | Betzabeth Arguello      |
| 58 kg       | Joice da Silva     | Yaquelin Estornell | Lissette Antes          |
| 58 kg       | Joice da Silva     | Yaquelin Estornell | Janet Sobero            |
| 63 kg       | Braxton Stone      | Katerina Vidiaux   | Jackeline Rentería      |
| 63 kg       | Braxton Stone      | Katerina Vidiaux   | Erin Clodgo             |
| 69 kg       | Dorothy Yeats      | María Acosta       | Diana Miranda           |
| 69 kg       | Dorothy Yeats      | María Acosta       | -----                   |
| 75 kg       | Adeline Gray       | Justina Di Stasio  | Aline da Silva Ferreira |
| 75 kg       | Adeline Gray       | Justina Di Stasio  | Lisset Hechavarría      |

Argentynka Luz Clara Vázquez, która zdobyła brązowy medal w kategorii 69 kg została zdyskwalifikowana za doping